# Molino de pisón
Un molino de pisón (también conocido como batería de pilones) es un tipo de molino que aplasta el material por golpeteo en vez de molerlo, que permite el procesado o extracción de minerales metálicos. 

## Descripción

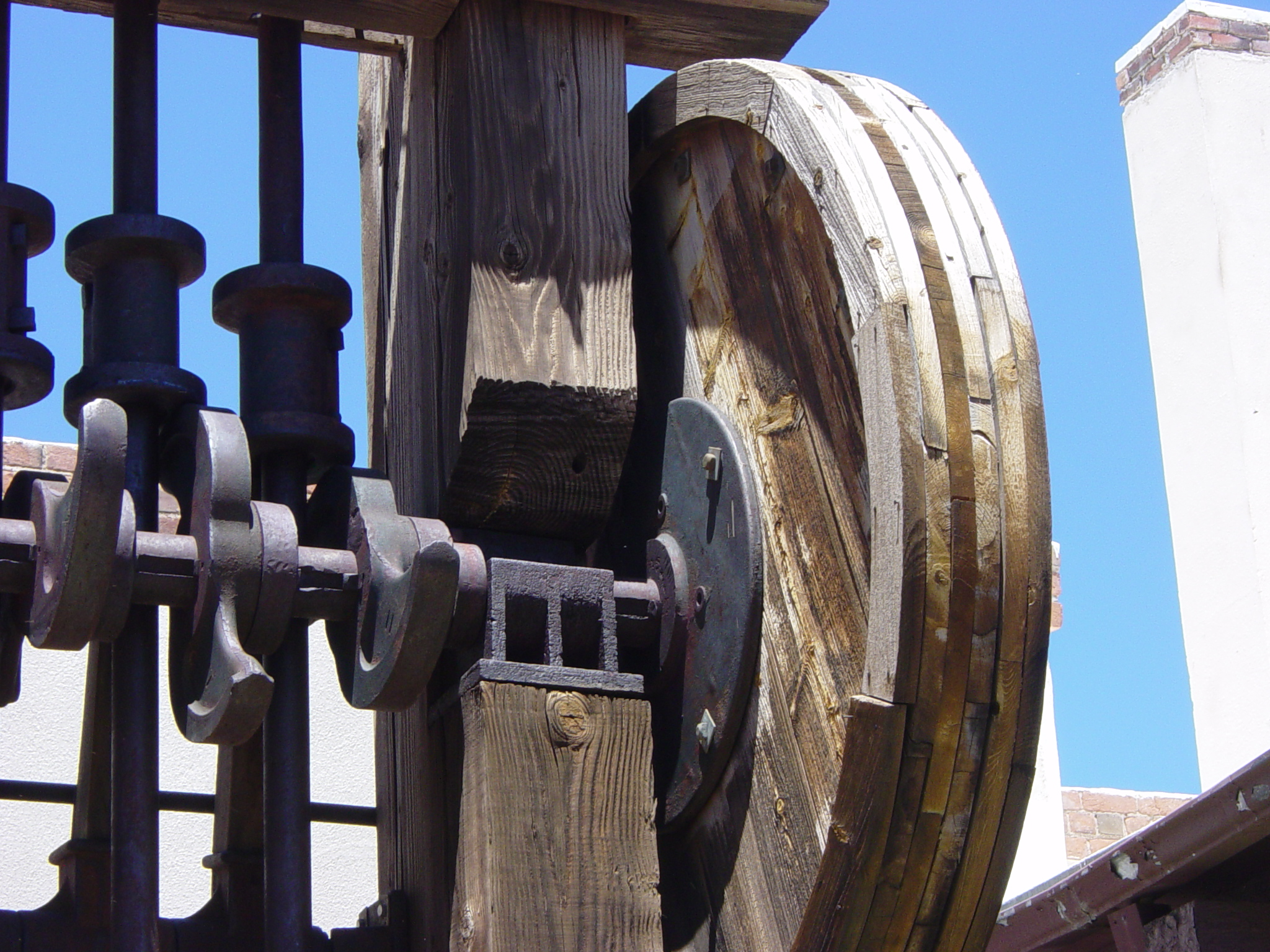
Detalle del molino siendo visible las levas y el sistema rotatorio.

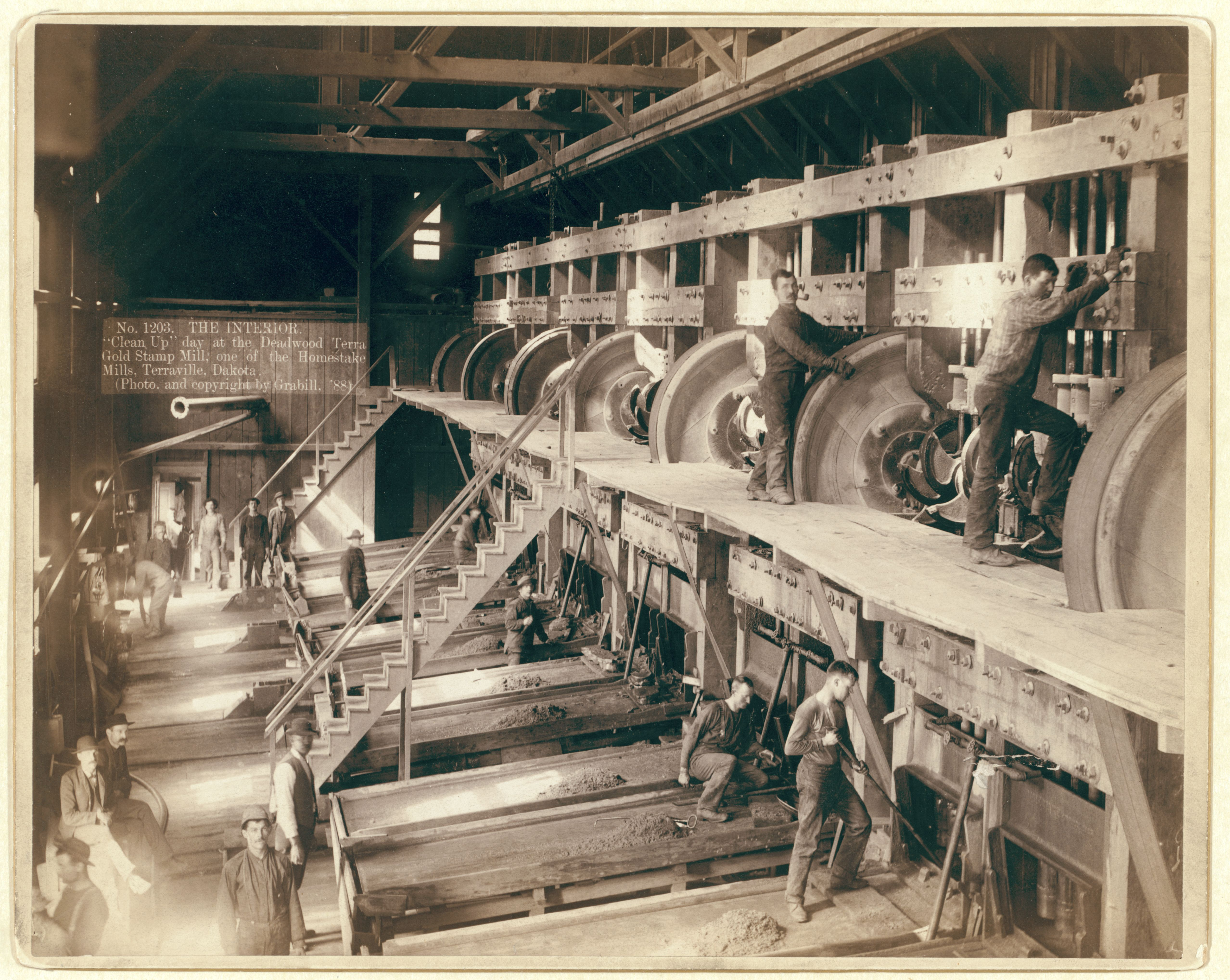
Interior del molino de Deadwood Terra Gold.

El molino consta de un conjunto de pisones de acero que se sostienen en un marco, y que se desplazan en un movimiento cíclico de subida y bajada. El sistema levanta los pisones mediante levas conectadas a un árbol de levas rotatorio en posición horizontal. Así cuando una leva desciende, el pisón también cae aplastando el mineral, luego el pisón es elevado en el siguiente ciclo.
Cada marco recibía el nombre de batería y eran denominados por la cantidad de pisones que tenían. Por ejemplo un molino de 10 tenía 10 conjuntos de pisones. Los molinos se construían de manera lineal pero al expandirse era común construir otra línea en vez de alargar la existente.
Arqueólogos industriales han descubierto sitios de procesamiento de minerales abandonados con molinos que llegaban a los 6 metros de altura, requiriendo un gran espacio para su instalación. 
El procesado de algunos minerales requería un gran consumo de agua, por lo cual se instalaban en las cercanías de ríos o lagos, donde la fuerza hidráulica accionaba una rueda que hacía girar el eje sobre el que estaba instalado el árbol de levas.

## Historia
Los componentes principales de los molinos de agua – ruedas hidráulicas, levas, y pisones o mazos– ya eran conocidos por los griegos del período helenístico. Se han encontrado sistemas primitivos basados en levas ya en el siglo III a. C. Un pasaje en el libro de Plinio el Viejo, Naturalis historia (NH 18.23) indica que el uso de molinos propulsados por agua ya era común en Italia en el siglo I, principalmente para moler grano. Se han encontrado evidencias del uso de molinos con ruedas hidráulicas en un monasterio fundado por Román de Condat en la región de Jura en el siglo V, indicando que el conocimiento y uso de mazos de molienda continuó en la Edad Media temprana. Aparte del procesamiento agrícola, la evidencia arqueológica sugiere la existencia de mazos por parte de los romanos. En Ickham, Kent, se han encontrado mazos con deformaciones por uso mecánico cerca de áreas donde abundaban metales, molinos y residuos agrícolas.
La aplicación más difundida de los molinos de pisón fue en el ámbito de la minería, donde la mena era aplastada para obtener trozos pequeños para su procesamiento en otros sitios. Aquí, la regularidad y espaciado entre los yunques indican el uso de pisones operados por levas, al igual que otro dispositivos mineros medievales. Tal deformación en los yunques ha sido encontrado en zonas mineras romanas en Europa Occidental, incluyendo Dolaucothi (Gales), y en la península ibérica, donde se ha determinado que los objetos se remontan a los siglos I y II. En Dolaucothi y posiblemente también en otros sitios mineros romanos, estos molinos eran accionados hidráulicamente, siendo común el uso del método del lavado de tierra ya que existía gran disponibilidad de agua para estas labores mediante tuberías de plomo, canales y acueductos.
Molinos de pisón fueron utilizados por mineros en Samarcanda en 973. Fueron utilizados en Persia durante la Edad Media para aplastar menas minerales. Hacia el siglo XI, el uso de los molinos estaba muy extendido en el mundo islámico medieval, Al-Ándalus, África del norte y Asia Central.

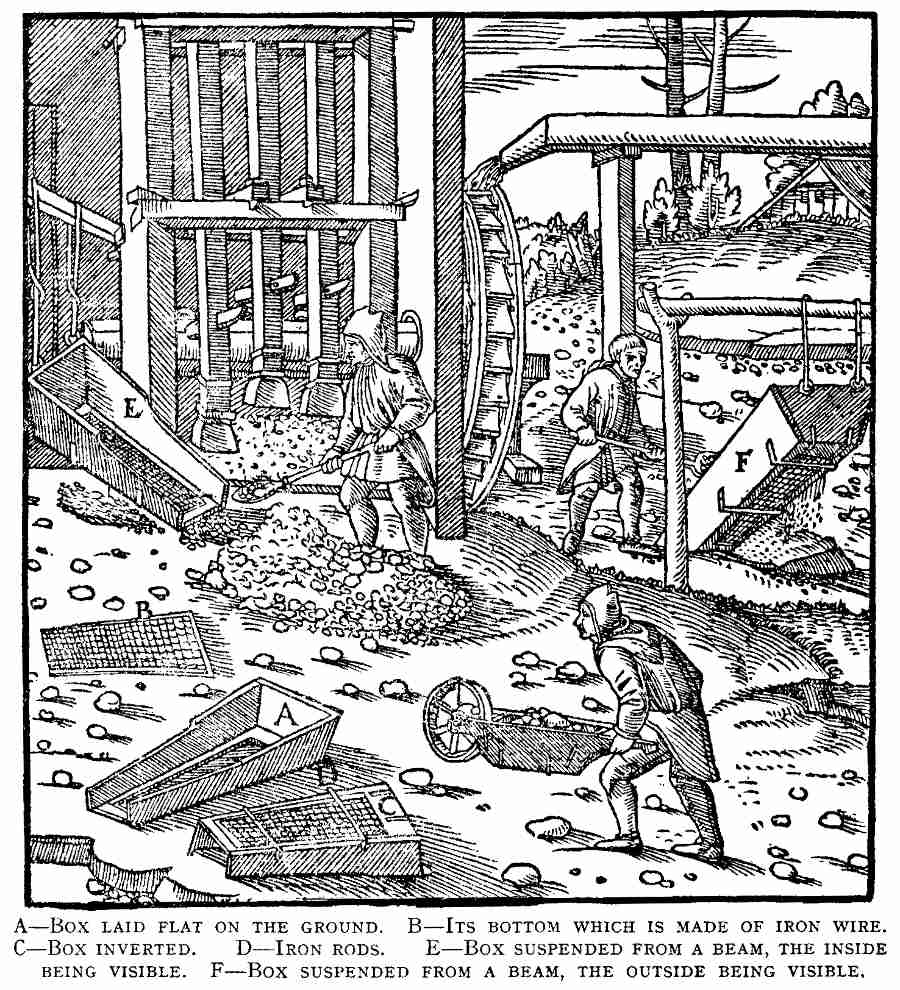
Molino de pisón. Georg Agricola: De Re Metallica (1556)

Los molinos de agua y los martillos pilones mecanizados reaparecieron en la Europa medieval en el siglo XII. Su uso fue descrito en fuentes escritas de Estiria (actual Austria) en 1135 y otro en 1175. Ambos textos mencionaban el uso de molinos de pisón vertical para aplastar menas. Fuentes francesas de los años 1116 y 1249 registraron el uso de martillos pilones mecanizados en la fabricación de hierro forjado. Martillos de viaje europeos del siglo XV eran a menudo molinillos verticales. Durante el Renacimiento el artista e inventor Leonardo da Vinci realizó numerosos bocetos de martillos pilones para el uso en forja. La ilustración europea más antigua de martillos de forja quizás sea el diagrama existente en la Historia de Gentibus Septentrionalibus de Olaus Magnus que se remonta a 1556.
Los molinos de propulsión hidráulica fueron ilustrados en el libro De Re Metalllica, publicado en 1556. Los molinos para uso agrícola estaban construidos principalmente de madera excepto los de pisones, fabricados de hierro. El árbol de levas estaba puesto directamente en el eje de la rueda hidráulica, y los pisones estaban instalados en tríos. Cada rueda soportaba uno o dos tríos.

### sigloXIX
El primer ejemplar de molino de pisón de EE. UU. fue construido en 1829 en una mina cercana a Charlotte, Carolina del Norte. En la minería del oro, plata y cobre era común el uso del molino, el cual alcanzó gran difusión hacia finales del siglo XIX y principios del siglo XX. La extracción se continuaba realizando principalmente aplastando las menas, pero en la segunda mitad siglo XIX se descubrieron métodos más eficientes que reemplazaron este tipo de molinos, sin embargo su simplicidad les permitió seguir operando en áreas remotas hasta bien entrado el siglo XX.

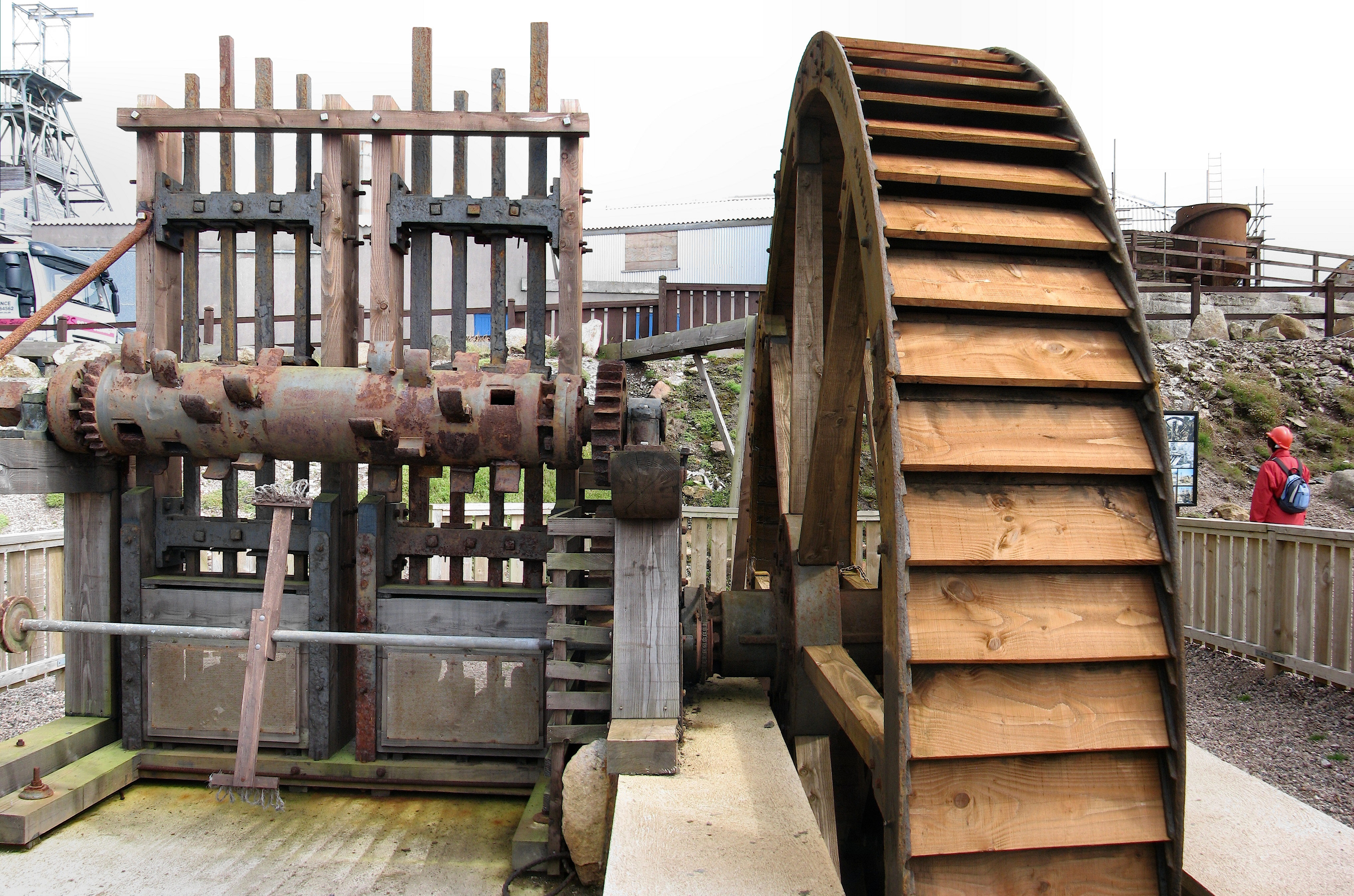
Ocho cabezales de Cornualles propulsados por una rueda hidráulica.

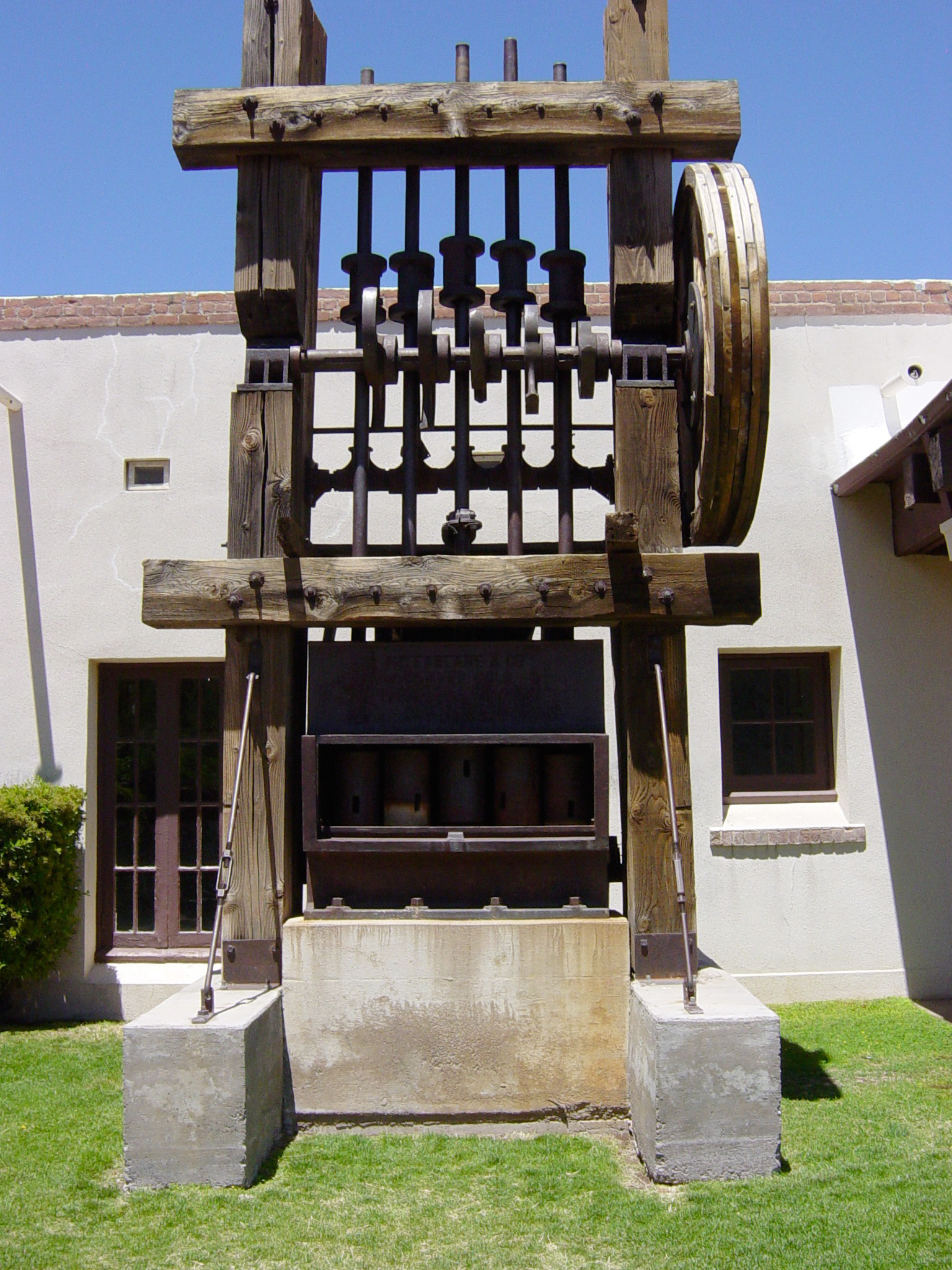
Una unidad californiana utilizada en Arizona para la extracción de cobre.

Los pisones de Cornualles fueron desarrollado en Cornualles para la minería del estaño alrededor de 1850. Los pisones de Cornualles aplastaban menas similares a la arena. Se construían de madera resistente o hierro y tenían cabezales de hierro que eran levantados mediante levas en un eje rotatorio. Así molían la mena mezclada con agua en el fondo.  Cada cabeza pesaba entre 200 y 400 kg y eran ensambladas en conjuntos de cuatro. Eran propulsados por motores a vapor o por una rueda hidráulica.
Los pisones californianos se basaron en los pisones de Cornualles y fueron utilizados en las minas de oro de California. Se diferencian en que en el modelo californiano las levas son levantadas desde un lado y eran más eficientes al procesar 1,5 toneladas mientras que el modelo de Cornualles solo tenía capacidad para procesar 1 tonelada.

## Otros usos
Este tipo de molino también fue utilizado para la preparación de la pulpa de madera en la fabricación de papel antes de la invención del molino holandés. También fueron utilizados en la extracción del aceite de algunas semillas para convertirlo en aceite de cocina. Los primeros funcionaban con ruedas de agua, las versiones más modernas estaban operadas por motores de vapor y eléctricos.

## Bibliografía

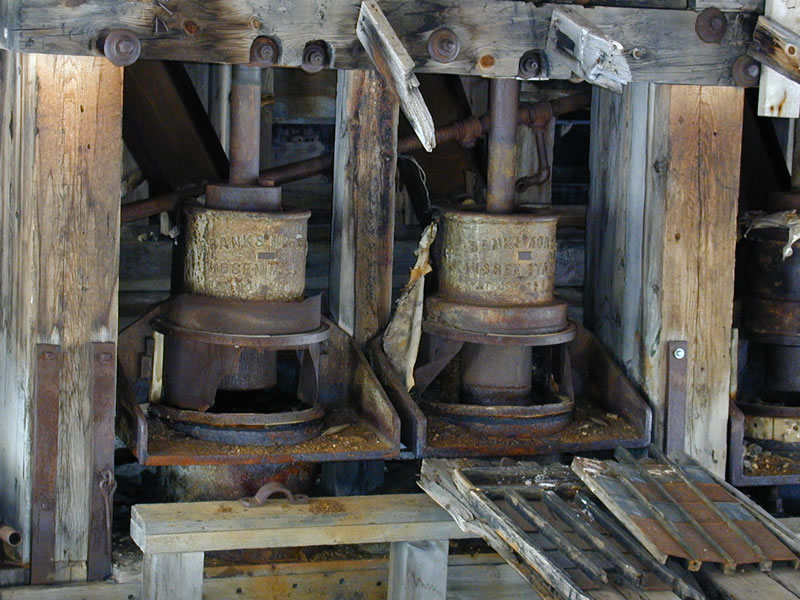
Dos pisones Nissen instalados c. 1909 en el Sound Democrat Mill cerca de Silverton, Colorado.